# Conde de Basto
Conde de Basto foi um título nobiliárquico português que teve duas criações.

## Primeira Criação
A primeira criação do título de Conde de Basto foi efectuada pelo Rei D. Filipe I de Portugal, por Decreto de 12 de Setembro de 1582, em favor de D. Fernando de Castro.
Titulares
1. D. Fernando de Castro, 1.º conde de Basto
2. D. Diogo de Castro, Vice-Rei de Portugal e 2.º conde de Basto
3. D. Lourenço Pires de Castro, 3.º conde de Basto (faleceu na Catalunha em 1642, tendo optado por permanecer em Espanha após a independência portuguesa, razão pela qual o título foi extinto em Portugal).

## Segunda Criação
No século XIX sucedeu a segunda criação do título de Conde de Basto por Decreto de D. Miguel I de Portugal, datado de 12 de Janeiro de 1829, em favor de José António de Oliveira Leite de Barros. O Conde de Basto exerceu as funções de Desembargador na Casa da Suplicação e de Ministro do Reino durante os reinados de D. João VI e D. Miguel I. Adepto do absolutismo, opôs-se à instauração do Liberalismo Constitucional em Portugal.
Titulares
1. José António de Oliveira Leite de Barros, 1.º conde de Basto (1749-1833)